# Scorpiops vachoni
Espèce
Synonymes
- Euscorpiops vachoni Qi, Zhu & Lourenço, 2005

Scorpiops vachoni est une espèce de scorpions de la famille des Scorpiopidae.

## Distribution
Cette espèce est endémique du Yunnan en Chine. Elle se rencontre dans la préfecture de Xishuangbanna.

## Description
Le mâle holotype mesure 52,89 mm et la femelle paratype 42,28 mm. Scorpiops vachoni mesure de 42 à 60 mm.

## Systématique et taxinomie
Cette espèce a été décrite sous le protonyme Euscorpiops vachoni par Qi, Zhu et Lourenço en 2005. Elle est placée dans le genre Scorpiops par Kovařík, Lowe, Stockmann et Šťáhlavský en 2020.
Euscorpiops validus, placée en synonymie par Kovařík, Lowe, Stockmann et Šťáhlavský en 2020, a été relevée de synonymie par Tang en 2022.

## Étymologie
Cette espèce est nommée en l'honneur de Max Vachon.

## Publication originale
- Qi, Zhu & Lourenço, 2005 : « Eight New Species of the Genera Scorpiops Peters, Euscorpiops Vachon, and Chaerilus Simon (Scorpiones: Euscorpiidae, Chaerilidae) from Tibet and Yunnan, China. » Euscorpius, no 32, p. 1–40 (texte intégral).